# O Pêndulo de Foucault (livro)
Nota: Se procura a experiência, consulte Pêndulo de Foucault (experiência).
O Pêndulo de Foucault, originalmente Il pendolo di Foucault [il ˈpɛndolo di fuˈko], é um romance do filósofo, escritor, semiólogo e linguista italiano Umberto Eco, publicado em 1988.
Dividido em dez segmentos representados pelos dez Sefirot, é cheio de referências esotéricas à Kabbalah, à alquimia e a teorias conspiratórias. O título do livro refere-se ao pêndulo projetado pelo físico francês Léon Foucault para demonstrar a rotação da terra.
Na trama, sociedades secretas estão envolvidas em um suposto plano  que governaria a humanidade. O texto é rico em informações e ideias, além de conter trechos de livros antigos e raros.

## Enredo

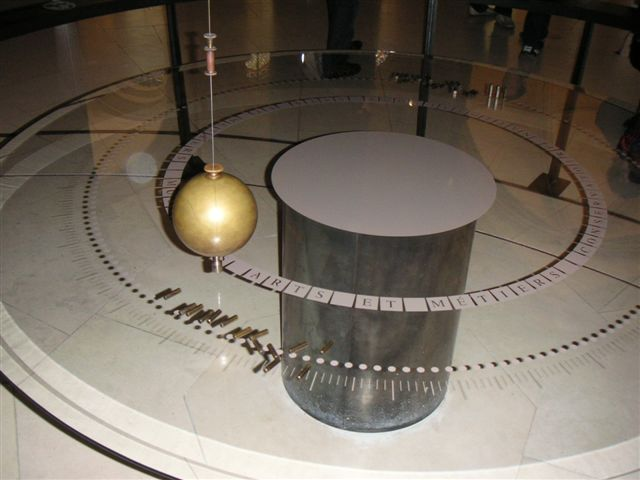
O pêndulo de Foucault no Musée des arts et métiers (Paris), um dos cenários mais importantes deste romance.

O enredo do Pêndulo de Foucault envolve três amigos, Belbo, Diotallevi e Casaubon que trabalham para uma pequena editora. Tendo lido por demais manuscritos ocultistas de teorias da conspiração, eles decidem inventar sua própria teoria por diversão. Eles chamam este jogo de sátira intelectual de "O Plano."
Belbo, Diotallevi e Casaubon tornam-se cada vez mais obcecados com O Plano, às vezes chegando a se esquecer que trata-se somente de um jogo. Pior ainda, quando os partidários de outras teorias da conspiração ficam sabendo sobre O Plano, eles o levam a sério. Belbo torna-se o alvo de uma sociedade secreta que acredita que ele possui a chave para tesouro perdido dos Cavaleiros Templários.
O livro abre com o narrador, Casaubon (o nome refere-se ao erudito clássico Isaac Casaubon, e também evoca um estudante personagem de Middlemarch, de George Eliot) se escondendo no museu técnico parisiense Musée des Artes et Métiers. Ele acredita que os membros de uma sociedade secreta sequestraram o seu amigo Jacopo Belbo e agora estão atrás dele.
A partir de então, o romance é contado em retrospectiva enquanto Causabon espera no museu.
Casaubon era um estudante em 1970 em Milão, durante as atividades revolucionárias e contra-revolucionárias, tendo feito uma tese na história dos Cavaleiros Templários. Durante este período ele conhece Belbo, que trabalha em uma editora. Belbo convida Casaubon a revisar o manuscrito de um livro supostamente não-fictício sobre o Templários. Casaubon também conhece o colega de Belbo, Diotallevi, um cabalista.
O livro, escrito por um Coronel Ardenti, diz que um manuscrito codificado revelou um plano secreto dos Templários para dominar o mundo. Essa suposta conspiração seria uma vingança pelas mortes dos líderes de Templários quando a ordem deles foi dissolvida pelo Rei de França. Ardenti postula que os Templários sejam os guardiões de um tesouro secreto, talvez o Santo Graal.
De acordo com a teoria de Ardenti, depois que a monarquia francesa e a Igreja católica condenaram os Templários de heresia, alguns cavaleiros escaparam e estabeleceram grupos ao longo do mundo. Estes grupos têm se encontrado a intervalos regulares em lugares distintos para passar para frente as informação sobre o Graal. No final das contas, estes grupos reunir-se-ão novamente para redescobrir o local do Graal e alcançar dominação mundial. De acordo com os cálculos de Ardenti, o Templários deveriam ter assumido o mundo em 1944; evidentemente o plano esteve suspenso, provavelmente devido à eclosão da Segunda Grande Guerra.
Ardenti desaparece misteriosamente depois de se encontrar com Belbo e Casaubon para discutir o livro. O Inspetor de polícia, De Angelis, entrevista ambos. Ele indica que o trabalho dele como um investigador de departamento político o leva a não só investigar os revolucionários, mas também as pessoas que parecem ser unidas ao oculto.
Casaubon deixa a Itália e passa dois anos no Brasil. Enquanto vive lá aprende sobre o espiritualismo sul-americano e caribenho. Ele passa a ter um romance com uma mulher brasileira chamada Amparo e conhece também Agliè, um homem que insinua que ele é o místico Comte de Saint-Germain. Agliè tem um conhecimento aparentemente infinito sobre coisas relativas ao oculto. Enquanto no Brasil, Casaubon recebe uma carta de Belbo sobre comparecer a uma reunião de ocultistas. Na reunião Belbo foi feito lembrar da teoria de conspiração do Coronel pelas palavras de uma mulher jovem que estava aparentemente em um transe. Casaubon e Amparo também assistem a um evento oculto em Brasil, um rito de Umbanda. Durante um ritual, Amparo cai em um profundo transe e ao retornar a consciência encontra-se totalmente confusa e embaraçada. A relação dela com Casaubon se quebra, e ele volta à Itália.
No retorno para Milão, Casaubon completa a sua tese. Começa a trabalhar como um investigador independente. Na biblioteca conheçe uma mulher chamada Lia; os dois se apaixonam e eventualmente têm uma criança junto. Enquanto isso, Casaubon é contratado pelo chefe de Belbo, Sr. Garamond (o nome recorre a publicador francês Claude Garamond), para pesquisar ilustrações para uma história de metais que a companhia está trabalhando. Casaubon aprende que assim como a respeitável editora Garamond, Sr. Garamond também possui Manuzio, uma editora que encarrega aos autores incompetentes grandes somas de dinheiro para imprimir o trabalho deles ("Manutius" na tradução inglesa, uma referência ao tipógrafo italiano do século XV Aldus Manutius).
Sr. Garamond logo tem a ideia para começar duas linhas de livros ocultos: uma publicação séria pela Garamond; e a outra, Ísis Revelada (uma referência para o texto teosófico de Blavatsky), a ser publicada pela Manuzio para atrair os autores mais de vaidade.
Belbo, Diotallevi e Casaubon são rapidamente submergidos em manuscritos ocultos que puxam todos os tipos de conexões ridículas entre eventos históricos. Eles apelidam os autores de "Diabólicos", e convidaram Agliè à ajudar o projeto como um leitor especialista.
Os três editores começam a desenvolver a própria teoria de conspiração, "O Plano", como sátira de parte de um jogo intelectual. A partir do "manuscrito de segredo" de Ardenti, eles desenvolvem uma teia complicada de conexões místicas. Eles também fazem uso do pequeno computador pessoal de Belbo que ele apelidou Abulafia. Belbo usa Abulafia principalmente para os relatos e textos pessoais (o romance contém muitos excertos destes, descobertos por Casaubon), mas veio equipado com um programa pequeno que pode rearranjar texto em acaso. Eles usam este programa para criar as "conexões" que inspiram O Plano deles. Eles entram em palavras fortuitamente selecionadas dos manuscritos do Diabólicos e usam Abulafia para criar o novo texto.
"O Plano" evolui lentamente, com muitos de seus detalhes mudando como os progressos de história, mas a versão final envolve os Cavaleiros Templários descobrindo fluxos de energia secretos nomeados “Correntes Telúricas” durante as Cruzadas. As “Correntes Telúricas” afetam o movimento geofísico de tectônica de placas. O veio de mãe das corrente é chamado umbilicus mundi denominado, ou "umbigo do mundo". Colocando uma válvula especial no umbilicus mundi, eles poderão controlar as correntes, perturbar e interferir em qualquer lugar com vida na Terra, com possibilidades vastas de chantagear com nações inteiras. Porém, eles não podem utilizar as correntes devido à tecnologia insuficiente.
A descoberta fora escondida com os Cavaleiros Templários e também foram a causa da sua própria destruição. Como na teoria original de Ardenti, cada grupo que se espalhou pelo mundo após a destruição da Ordem é parte do "Plano" dos Templários. Eles devem se encontrar periodicamente em locais diferentes para compartilhar seções do Plano. Então eles reunirão, redescobrirão o local do umbigo, e finalmente explorarão as Correntes Telúricas e assumirão o mundo. Os instrumentos cruciais para achar o local são um mapa especial e o Pêndulo de Foucault.
Porém, a adoção do calendário gregoriano rompe o tempo e os grupos perdem de vista um ao outro, enquanto criando várias sociedades secretas que procuram um ao outro e os pedaços perdidos do Plano ao longo da história.
Enquanto o Plano for tolice total, os editores crescentemente são envolvidos no jogo deles. Começam a pensar que realmente poderia haver uma conspiração secreta.
Porém, quando a namorada de Casaubon pede para ver o manuscrito codificado, ela propõe uma interpretação mundana. Ela sugere que o documento seja simplesmente uma lista de entrega, e encoraja que Casaubon abandone o jogo e que o mesmo parece estar tendo um efeito negativo sobre ele.
Quando Diotallevi é diagnosticado com câncer, ele atribui isto ao Plano. Ele sente que a doença é um castigo divino por se envolver em mistérios que ele deveria ter deixado de lado. Belbo se afasta para evitar problemas em sua vida pessoal.
Os três tinham enviado para Agliè a cronologia de sociedades secretas no Plano, fingindo que isto não era o próprio trabalho deles, mas de um manuscrito que eles tinham sido apresentados. A lista deles também inclui organizações históricas como os Templários, Rosacrucianos, Palacianos e Sinarquistas, mas eles inventam uma sociedade secreta fictícia chamada de Tres (Templi Resurgentes Equites Synarchici, latim para os Cavaleiros de Sinarquia do Renascimento Templar). O Tres é introduzido para enganar Agliè. Ao ler a lista, ele reivindica ter ouvido falar do Tres antes. Isto é possível, como a palavra foi mencionada primeiro a Casaubon pelo policial De Angelis. De Angelis tinha perguntado para Casaubon se ele alguma vez ouviu falar do Tres.
Belbo vai reservadamente para Agliè e descreve O Plano a ele como sendo o resultado de uma pesquisa séria. Ele também reivindica estar em posse de um mapa secreto dos Templários. Agliè fica frustrado com a recusa de Belbo ao seu pedido de deixar ver o (não existente) mapa. Ele molda Belbo como um suspeito terrorista para o forçar a vir para Paris. Agliè se lançou como a cabeça de uma fraternidade espiritual secreta que inclui Sr. Garamond e muitos dos autores Diabólicos.
Casaubon recebe uma chamada pedindo ajuda e ele tenta obter ajuda de De Angelis, mas a fraternidade o chantageou. Casaubon decide seguir Belbo para Paris. Ele decide que Agliè e os sócios dele pretendem se encontrar no museu onde fica o Pêndulo de Foucault, como tinha dito Belbo que o mapa dos Templários teve que ser usado junto com o pêndulo. Casaubon esconde-se no museu onde estava quando do início do livro.
À hora designada, um grupo de pessoas reúne-se ao redor do pêndulo para um ritual enigmático. Casaubon vê várias pessoas uma das quais diz ser o real Comte de Saint-Germain. Belbo é chamado para ser interrogado então.
O grupo de Agliè é, ou se iludiu a ser, a sociedade de Tres no Plano. Bravos porque Belbo sabe mais sobre o Plano que eles, eles tentam força-lo a revelar os segredos que ele sabe. Recusando os satisfazer ou revelar que o Plano era uma mistura absurda, Belbo é pendurado em um arame conectado ao Pêndulo de Foucault.
Casaubon foge do museu dos esgotos de Paris. Está obscuro por este ponto o quão seguro o narrador Casaubon foi, e até que ponto ele teria inventado as teorias de conspiração. O livro termina com Casaubon que medita nos eventos narrados no livro, aparentemente resignado para o (possivelmente delusional) ideia que o Tres o capturará logo.

## O Pêndulo de FoucaulteMichel Foucault
Em O Pêndulo de Foucault, Umberto Eco faz um jogo de palavras com o nome do filósofo francês Michel Foucault. Este último, em seu livro intitulado As Palavras e as Coisas, trata do surgimento do homem, enquanto sujeito histórico, desenvolvendo uma arqueologia do saber.
No livro de  Eco, ao relacionar o mundo da magia com a ciência, o protagonista descobre, quando a esposa lhe diz estar grávida, que todos os símbolos e números sagrados, toda a magia e toda a ciência possuem um parâmetro comum: o homem. Aqui o Pêndulo de Foulcault, e a ciência desenvolvida pelos templários e outros iniciados, encontra-se com a tese de M. Foucault.[carece de fontes?] No entanto, a referência mais direta é ao físico Léon Foucault, que em 1851 demonstrou de maneira clara e didática a rotação da terra a partir do uso de um grande pêndulo, até hoje montado em museus de ciência em todo o mundo.

## O Pêndulo de FoucaulteO Código Da Vinci
Diz  Umberto Eco:
Eu inventei Dan Brown. É um dos personagens grotescos do meu romance que levam a sério um monte de material estúpido sobre ocultismo. O Pêndulo de Foucault projeto brinca com teorias conspiratórias e teve início com uma pesquisa entre 1.500 livros de ocultismo reunidos por seu autor. Ele [Dan Brown] usou grande parte do material.”
 Em 'O Pêndulo de Foucault', eu havia inserido um bom número de ingredientes esotéricos, que podem ser encontrados no Código Da Vinci. Os meus personagens, ao elaborarem os seus projetos, levam em conta a importância do Graal, por exemplo. Eu quis fazer uma representação grotesca daquilo que eu via em volta de mim, de uma tendência da qual eu previa o crescimento. Era fácil fazer uma profecia como esta. Ao pesquisar para escrever 'O Pêndulo de Foucault', eu esvaziei todas as livrarias que já se especializavam nessa "gororoba cultural". Dan Brown copia livros que podiam ser encontrados trinta anos atrás nos sebos da Rue de la Huchette, em Paris. O sucesso pode ser explicado pelo fato de que os autores desses best-sellers levam tudo isso a sério, e ainda pelo fato de que as pessoas são sedentas por mistérios. Em 'O Pêndulo de Foucault', eu cito a frase de G. K. Chesterton: 
"Quando os homens não acreditam mais em Deus, isso não se deve ao fato de eles não acreditarem em mais nada, e sim ao fato de eles acreditarem em tudo".